# The Search (NF)
The Search è il quarto album in studio del rapper statunitense NF, pubblicato nel 2019.

## Tracce
1. The Search – 4:08
2. Leave Me Alone – 5:08
3. Change – 3:54
4. My Stress – 4:12
5. Nate – 5:02
6. Time – 4:00
7. Returns – 3:52
8. When I Grow Up – 3:16
9. Only (with Sasha Sloan) – 3:45
10. Let Me Go – 4:37
11. -Interlude- – 0:49
12. Hate Myself – 4:20
13. I Miss the Days – 4:29
14. No Excuses – 3:21
15. Like This – 3:27
16. Options – 3:26
17. Why – 3:07
18. Thinking – 3:12
19. Trauma – 4:07

Traccia bonus nell'edizione digitale
1. Time (edit) – 3:50